# Киреево (усадьба)
Киреево — исчезнувшая подмосковная усадьба купеческой семьи Мамонтовых около Москвы, в районе города Химки (микрорайон Левобережный).
Название имения — владельческое: в XVI веке оно принадлежало Кирею Горину. В 1623 году им уже владели Еропкины; здесь находился помещичий двор и 2 крестьянских двора. По смерти М. И. Еропкина половина сельца Киреева в 1695 году досталась его вдове; другая же половина ещё в 1680 году была продана И. А. Еропкиным Михаилу Тимофеевичу Лихачеву, в 1704 году — князю М. П. Гагарину.
В 1714 году женой стольника Василисой Парфёновной Еропкиной был построен каменный однопрестольный храм, посвящённый преподобному Сергию Радонежскому. В 1727 году владелица выкупила у Гагарина вторую часть имения. Впоследствии некоторое время владельцем был А. Б. Бутурлин, затем — князья Долгорукие. В 1812 году усадьба была разграблена французами. В 1820-х годах оно числится за Ю. В. Долгоруким. Восстановление отодвинулось до середины XIX века, когда в усадебном храме возобновились богослужения; в это время владельцем был композитор А. Н. Верстовский.
В 1853 году усадьба была куплена И. Ф. Мамонтовым, и Мамонтовы владели ей до конца столетия. В 1853—1855 годах к церкви была пристроена колокольня и для неё отлили колокола; 25 сентября 1855 года вновь освятили храм. Через десять лет, 25 апреля 1865 года здесь состоялось венчание Саввы Ивановича Мамонтова с Елизаветой Григорьевой Сапожниковой, а 22 августа 1865 года венчались двоюродная сестра Саввы Ивановича, Вера Николаевна Мамонтова и Павел Михайлович Третьяков. 
В 1873 году в усадьбе скоропостижно скончался и был похоронен архитектор Виктор Александрович Гартман, построивший здесь для владельцев дачный домик, украшенный резьбой в русском стиле. В 1894 году во владение родовым дедовским имением (в год своего бракосочетания с Зинаидой Константиновной Рукавишниковой) вступил  Иван Фёдорович Мамонтов (1869—1920), который в начале 1900-х годов продал усадьбу сыну богатого московского купца, Владимиру Митрофановичу Грачёву.
После революции в Киреево была организована трудовая коммуна, по преимуществу — из местных железнодорожников. Затем на её месте организовали подсобное хозяйство госпиталя им. Бурденко.
В начале 1930-х годов закрытый ранее храм был разобран; старинное сельское кладбище уничтожено. Долгое время сохранялся усадебный дом, парк и каскад прудов. Окончательное уничтожение усадьбы началось, когда территория фамильного некрополя Мамонтовых и место церкви были проданы под строительство мусороперерабатывающего завода и коммунальной зоны, а на остальной территории усадьбы была запроектирована транспортная развязка трассы Москва — Санкт-Петербург с Лихачевским шоссе, построенная в 2012 году. Сохранился фундамент храма преподобного Сергия Радонежского.